# Unterramsern
Unterramsern é uma comuna da Suíça, situada no distrito de Bucheggberg, no cantão de Soleura. Tem 1,54 km² de área e sua população em 2018 foi estimada em 218 habitantes.